# Trận Sedan (1940)
Đối với trận đầu tiên diễn ra ở đây, xem Trận Sedan (1870).
Trận Sedan, còn gọi là Trận Sedan lần thứ hai, là trận đánh mở màn Trận chiến nước Pháp trong Chiến tranh Thế giới thứ hai, diễn ra từ ngày 10 đến ngày 17 tháng 5 năm 1940 trên chính diện phòng tuyến sông Meuse lân cận Sedan. Trận đánh này là một phần trong kế hoạch Vàng của Quân đội Đức Quốc xã nhằm thọc sâu bao vây tiêu diệt chủ lực Pháp và Đồng Minh đang tiến vào Bỉ theo kế hoạch Dyle - Breda.
Mở đầu trận đánh, nhờ yếu tố bất ngờ chiến lược, nên bộ binh cơ giới hóa thuộc lực lượng thiết giáp của Cụm Tập đoàn quân A Đức Quốc xã đã vượt sông Meuse lập đầu cầu thành công dưới sự hỗ trợ của Không quân Đức, để các sư đoàn thiết giáp qua sông phát huy chiến quả. Về phía Pháp, lực lượng giữ tuyến vừa yếu về thực lực vừa yếu về tinh thần đã nhanh chóng tan vỡ, còn lực lượng dự bị chiến lược không kịp triển khai phản công có phối hợp được nên cũng bị tiêu diệt hoặc thiệt hại nặng.
Chiến thắng ở Sedan mang tính quyết định trong việc tạo tiền đề cho cuộc tấn công thọc sâu về eo biển của lực lượng thiết giáp Đức Quốc xã, dẫn tới việc Cụm Tập đoàn quân số 1 Pháp, Lực lượng Viễn chinh Anh (B.E.F.) và Quân đội Bỉ bị bao vây ở khu vực bãi biển Flanders và nước Pháp thất thủ trong vòng 6 tuần sau đó.

## Bối cảnh trước trận đánh
Ngày 19 tháng 10, Franz Halder, Tham mưu trưởng Lục quân Đức Quốc xã trình bày phương án tác chiến đầu tiên của Fall Gelb (Kế hoạch vàng), mật danh của kế hoạch tấn công Bắc Pháp và Vùng đất thấp, và cho đến đầu năm 1940 đã đưa ra thêm một số phiên bản khác. Ý đồ chung của các phương án này là tổ chức tấn công vỗ mặt ở Trung bộ nước Bỉ nhắm vào mục tiêu hạn chế là chiếm lấy bờ biển Flanders.
Phương án này bị một số tướng lĩnh Đức phản đối, và một trong số những người đó là Erich von Manstein - Tham mưu trưởng của Cụm Tập đoàn quân A - soạn thảo một phương án khác với ý tưởng chính là biến mũi tấn công phía Bắc thành mồi nhử dụ chủ lực Đồng Minh tiến lên nghênh chiến, trong lúc đó mũi chủ công sẽ được mở ở chính diện trung tâm. Điểm đột phá được chọn là đoạn Dinant - Sedan, nơi có khả năng tạo bất ngờ chiến lược vì có 2 cản ngại tự nhiên cho hoạt động của xe tăng là rừng rậm Ardennes và sông Meuse. Sau đó, mũi chủ công gồm toàn bộ lực lượng thiết giáp sẽ độc lập tác chiến về eo biển Manche để cô lập chủ lực Đồng Minh ở Bỉ.
Đề xuất của von Manstein qua nhiều cuộc vận động mới đến tai Hitler vào ngày 17 tháng 2 và được sửa đổi thành phương án tác chiến vào ngày 24 tháng 2.

## Cuộc đột phá phòng tuyến sông Meuse của Ðức

### Cuộc hành quân tiếp cận sông Meuse
Ở chính diện trung tâm, các sư đoàn bộ binh cơ giới hóa của Bỉ và kỵ binh cơ giới hoá Pháp đã tiến vào vùng rừng Ardennes từ trước, nhưng vì thiếu vũ khí chống tăng nên đã phải nhanh chóng rút về sông Meuse trước số lượng xe tăng đông đảo của Đức. Chỉ có hạ tầng giao thông yếu của vùng mới làm chậm bước tiến của Cụm Tập đoàn quân A: 4 tuyến đường xuyên rừng phải tải trên 41.000 xe cộ của riêng Cụm Thiết giáp Kleist, gây tắc nghẽn kéo dài đến tận sông Rhine trong 2 tuần lễ. Nếu như Không quân Pháp đủ sức thách thức ưu thế trên không của Đức, thì chắc chắn Cụm Tập đoàn quân A đã bị thiệt hại nặng.
Các đơn vị đi đầu của Đức tới bờ sông Meuse vào chiều muộn ngày 12 tháng 5 và chuẩn bị lập 3 đầu cầu vượt sông: một tại phía Nam Sedan, một tại Monthermé cách đó 20 km về phía Tây Bắc và một tại Dinant, thêm 50 km nữa về phía Bắc. Do khó khăn tiếp vận, nên các đơn vị tiên phong chưa đủ quân để tạo ưu thế quân số; số pháo hỗ trợ chưa đến đủ lại còn bị giới hạn 12 viên đạn mỗi nòng. Lãnh đạo Quân đội Pháp cũng dự báo tình trạng này và tin rằng nhanh nhất là tới ngày 20 tháng 5 Đức mới tập trung đủ quân và hỏa lực, vì thế nên mặc dù ra lệnh cho 6 sư đoàn dự bị di chuyển ngay từ ngày 11 tháng 5 nhưng lại không yêu cầu khẩn cấp. Do đó, các sư đoàn tới nơi vừa trễ lại vừa lẻ tẻ.
Trong khi đó, ngay trong ngày 13 tháng 5, Sư đoàn Thiết giáp số 7 của thiếu tướng Erwin Rommel đã vượt sông Meuse ở Dinant, còn Trung đoàn Bộ binh tinh nhuệ Đại Đức và bộ binh cơ giới hóa của tướng Heinz Guderian đã bắt đầu vượt sông ở 3 vị trí lân cận Sedan dưới sự hỗ trợ của Không quân Đức.

### Hỏa lực hỗ trợ của Không quân Đức tại Sedan
Lực lượng Pháp giữ tuyến sông Meuse tại Sedan là Sư đoàn Bộ binh 55, qua ngày 13 tháng 5 có thêm Sư đoàn Bộ binh 71, là 2 sư đoàn hạng B, phần lớn không được trang bị đầy đủ. Bù lại, đai tuyến đã xây dựng kiên cố xung quanh xương sống là 103 lô cốt bê tông, sâu 6–10 km được tổ chức theo nguyên tắc chồng phủ vùng hỏa lực hiện đại, nằm trên mặt dốc thoải xuống thung lũng sông Meuse.
Để mở hành lang tiến quân qua đai công sự kiên cố, Không quân Đức đã huy động hầu hết máy bay ném bom chiến thuật của Tập đoàn quân Không quân (Luftflotte) số 3 và số 2. Giữ đúng lời hứa với Guderian, Hermann Göring đã ra lệnh thực hiện một cuộc oanh tạc yểm trợ dữ dội chưa từng cho tới thời điểm đó, kéo dài liên tục 8 tiếng đồng hồ. Ngoài 3.940 phi vụ rải thảm của 9 không đoàn ném bom Kampfgeschwader, còn có thêm 300 phi vụ ném bom bổ nhào do 2 không đoàn Stuka (Stukageschwader) thực hiện.
Không quân tiêm kích Đức cũng có đóng góp quan trọng. Trong ngày 14 tháng 5, khi các máy bay ném bom của Anh được các máy bay tiêm kích Pháp hộ tống tìm cách phá hủy các cây cầu phao của Đức bắc qua sông Meuse, thì đã bị Không đoàn Jagdfliegerführer 3 chặn đánh. Cùng với các khẩu đội phòng không trên mặt đất, Không đoàn đã bắn hạ 21 máy bay tiêm kích Pháp và 48 máy bay ném bom Anh. Hôm sau nữa, khi lực lượng máy bay ném bom nhỏ nhoi của Đồng Minh chuyển mục tiêu sang các đoàn xe tăng Đức, thì lại tiếp tục bị chặn đánh, mất 90 máy bay trong một ngày. Sau thất bại đã nêu của không quân Anh-Pháp, các phi cơ Stuka của Đức tiếp tục ném bom vào các vị trí bộ binh và các khẩu đội pháo của Pháp án ngữ ở tả ngạn sông Meuse, mà không vấp phải bất kỳ sự kháng cự nào của không quân đối phương.

### Thiết lập đầu cầu sông Meuse tại Sedan
Trung đoàn Bộ binh số 147 Pháp được che chở trong các công sự kiên cố tiền phương đã giữ vững vị trí trong suốt đợt oanh tạc ngày 13 tháng 5, ngăn không cho bộ binh cơ giới hóa Đức vượt sông ở 2 vị trí cánh bên. Thế nhưng, lô cốt án ngữ vị trí vượt sông ở giữa bị Trung đoàn Đại Đức hạ bằng pháo phòng không, hình thành khe hở để các trung đội công binh xung kích Đức vượt sông thâm nhập khoét rộng. Bố trí phòng ngự chiều sâu theo khu vực của Pháp là để đối phó với kiểu đột nhập nhóm nhỏ này, nhưng vì cả Sư đoàn Bộ binh số 55 đã bị đợt oanh tạc của Không quân Đức bẻ gãy ý chí chiến đấu, nên không kháng cự hiệu quả được lâu. Bắt đầu từ việc pháo binh của Sư đoàn hoảng loạn bỏ chạy, các đại đội đang giữ tuyến cảm thấy bị bỏ rơi nên cũng tháo chạy theo. Chỉ mất vài trăm quân, nửa đêm đó Trung đoàn Đại Đức đã tiến sâu 8 km vào tuyến phòng ngự của Pháp.
Sự hỗn loạn bắt nguồn từ Sedan đã lan truyền theo chân những tốp lính phờ phạc đang tháo chạy. Lúc 19 giờ ngày 13 tháng 5, Trung đoàn 295 thuộc Sư đoàn Bộ binh 55, giữ tuyến phòng thủ sau cùng trên đồi Bulson cách sông Meuse 10 km, hoảng sợ vì tin đồn rằng xe tăng Đức đã có mặt sau lưng vị trí của mình, cũng bỏ chạy khiến đai phòng ngự của Pháp bị đứt khúc trong khi chưa có một chiếc xe tăng nào của Đức qua sông. Cơn hoảng loạn Bulson của pháo binh Sư đoàn 55 đã kéo tầm pháo Pháp ra khỏi các vị trí vượt sông Đức, làm cả Sư đoàn tan rã và kéo Sư đoàn Bộ binh 71 tan rã theo mà không hề bị tấn công cho tới 12 tiếng đồng hồ sau đó.
Bước qua ngày 14 tháng 5, 2 tiểu đoàn xe tăng và Trung đoàn 213 Pháp cố gắng phản công xóa đầu cầu của Đức nhưng đã muộn. Lúc này cây cầu phao đầu tiên đã bắc xong, các đơn vị thiết giáp và chống tăng Đức đã gấp rút qua sông từ sáng sớm và tổ chức bẻ gãy cuộc phản công tại Bulson.

## Nỗ lực phản công của Pháp

Tình hình chiến sự từ ngày 10 đến 16 tháng 5 năm 1940

### Trận chiến Stonne
Ngay từ ngày 12 tháng 5, tướng von Kleist, Tư lệnh Cụm Thiết giáp đã nhân danh Hitler yêu cầu Guderian phải giới hạn chiều sâu của đầu cầu trong 8 km để chờ bộ binh, nhưng Guderian vừa vin vào nguyên tắc chỉ huy tiền phương được quyền quyết định tại chỗ, vừa dọa từ chức để được "trinh sát có hỏa lực", bằng cách đó bỏ thượng lệnh ngoài tai.
Trong kế hoạch ban đầu của von Manstein mà Guderian có tham gia, một mũi tấn công tung hỏa mù sẽ được mở về hướng Đông Nam ra sau lưng chiến tuyến Maginot. Ý tưởng này đã bị Halder cắt bỏ nhưng Guderian vẫn thực hiện bằng Sư đoàn Thiết giáp số 10 và Trung đoàn Đại Đức. Đây cũng là hướng mà tướng Charles Huntziger - Tư lệnh Tập đoàn quân 2 của Pháp - dự tính điều Sư đoàn Thiết giáp Dự bị 3 (DCR3) để xóa đầu cầu của Đức. Do Sư đoàn Thiết giáp Dự bị 3 bị phân tán để phòng ngự trước đó nên sáng ngày 15 tháng 5 chỉ tập trung được 1 đại đội xe tăng để chặn Sư đoàn Thiết giáp số 10 tại thị trấn Stonne.

## Ðức phát huy chiến quả về phía Tây

### Mũi tiến công của Quân đoàn Thiết giáp 19
Tuy nhiên, cho dù Stonne là một thắng lợi phòng ngự thì Huntzinger cũng đã đọc sai ý đồ đối phương vì chiều ngày trước đó Guderian đã tung Sư đoàn Thiết giáp số 1 và 2 về phía Tây, khiến phía Pháp bỏ lỡ cơ hội quý giá lúc cả hai sư đoàn Đức đã hành quân trong khi Sư đoàn Thiết giáp số 10 chưa kịp qua sông giữ đầu cầu. Vào lúc trận đánh Stonne đang tiếp diễn, thì các Sư đoàn Thiết giáp số 1 và 2 Đức đã khoét sâu vào khe giữa Tập đoàn quân 2 và Tập đoàn quân 9 của Pháp, đánh thiệt hại nặng Tập đoàn quân số 6 mới thành lập ngay tại khu vực tập kết Tây Sedan. Phát triển tiếp về phía Tây gần 40 km, các mũi thiết giáp của Guderian ép Sư đoàn Pháo đài số 102 bỏ vị trí, giải phóng cho Quân đoàn Thiết giáp số 41 của Reinhardt đang bị giam trong đầu cầu Monthermé. Ngay khi xe tăng qua sông xong, Reinhardt cấp tốc tấn công về Montcornet, đè bẹp Sư đoàn Pháo đài 102 đang trên đường rút và cắt đôi đội hình Sư đoàn Thiết giáp Dự bị số 2 đang triển khai. Trong cùng khoảng thời gian, Tập đoàn quân 9 Pháp bị hở sườn phải tháo lui đã tạo điều kiện cho Sư đoàn Thiết giáp 7 của Rommel thuộc Quân đoàn Thiết giáp 15 bứt phá khỏi khu vực Dinant.

### Mũi tiến công của Quân đoàn Thiết giáp 15
Cũng như Guderian, Rommel phớt lờ thượng lệnh, tiến quân cấp tốc với chủ định không cho quân Pháp có thời gian tổ chức phòng thủ. Sáng ngày 15 tháng 5 Sư đoàn của Rommel đã kịp tấn công Sư đoàn Thiết giáp Dự bị số 1 ngay khi đoàn xe tăng Pháp còn đang xếp hàng chờ nhận nhiên liệu. Để lại việc xóa sổ Sư đoàn Thiết giáp Dự bị số 1 Pháp cho Sư đoàn Thiết giáp 5, Rommel tiếp tục thúc quân về phía Tây, đánh tan Sư đoàn Bộ binh 18 và 22, cô lập Sư đoàn Bộ binh Bắc Phi 4 tại Philippeville. Mờ sáng hôm sau, 16 tháng 9, Sư đoàn của Rommel đến Avesnes, kịp tấn công xóa sổ Sư đoàn Mô tô hóa số 5 Pháp khi đoàn xe Pháp đang đậu ngay ngắn trên đường và binh sĩ vẫn đang ngủ say. Đến lúc này, Sư đoàn Thiết giáp 7 đã cơ bản đánh sụm Tập đoàn quân 9 của Pháp, mở thông đường qua tuyến Sambre-Oise tại Landrecies mà phía Pháp muốn giữ bằng mọi giá.

## Sau trận đánh
Sử gia người Đức Karl-Heinz Frieser đã gọi Sedan là một "Jena của Pháp". Giới sử học quân sự đồng thuận rằng trận Sedan đã định đoạt số phận của Bỉ và Pháp. Do những sai lầm trong triển khai tác chiến của họ, thất bại trong chiến dịch thực sự đã thuộc về quân đội Pháp và Đồng minh vào ngày 14 tháng 5. "Trong Chiến dịch 1939-1940, ngày 14 tháng 5 là một nước ngoặt thật sự. Đó là ngày mà Trận chiến nước Pháp kỳ thực đã được quyết định". Sau chiến thắng Sedan, quân đội Đức sẽ tiến ra eo biển, hình thành thế trận bao vây 1.700.000 quân Đồng Minh và đánh đuổi quân Đồng Minh ra khỏi Pháp và Bỉ.
Không may cho người Đức, chủ lực quân đội Anh cuối cùng đã chạy thoát khỏi cảng Dunkerque. Mặc dù quân đội Đức đã chiến thắng trận Dunkerque vào cuối tháng 5-đầu tháng 6 và buộc các lực lượng Đồng minh phải bỏ lại một số lượng lớn quân trang, họ không thể xóa sổ lực lượng Anh trong vòng vây vì những lý do gây tranh cãi. Cuộc hợp vây đã tiêu diệt các đơn vị thiện chiến nhất của quân đội Pháp và đem lại cho phía Đức 4 vạn tù binh, nhưng một bộ phận đáng kể gồm 139.732 quân Anh và 139.037 quân Pháp đã trốn thoát sang Anh. Một số quân lực Pháp sẽ trở về nước để tham gia các trận đánh vào tháng 6 năm 1940, và đầu hàng cùng với toàn bộ quân đội Pháp vào ngày 25 tháng 6 năm 1940. Trong khi Đệ tam Cộng hòa Pháp ra đời sau khi Hoàng đế Napoléon III và đạo quân chủ lực của Đệ nhị Đế chế bị bắt gọn trong trận Sedan vào năm 1870, thảm bại Sedan năm 1940 đã đặt tiền đề cho sự sụp đổ của nền Cộng hòa này.